# 陸逞
陸 逞（りく てい、527年 - 573年）は、西魏から北周にかけての政治家。字は季明。本貫は呉郡呉県。兄は陸通。

## 経歴
陸政の子として生まれた。初めの名を彦といい、字を世雄といった。宇文泰がかれの穏和な性格に合わないと言って改名させた。兄の陸通が軍功により封土を受けると、陸逞は父の中都県伯の爵位を嗣いだ。羽林監を初任とし、宇文泰の礼遇を受けた。548年、参大丞相府軍事となり、まもなく記室を兼ねた。561年、吏部中大夫となった。蕃部中大夫・御伯中大夫を経て、驃騎大将軍・開府儀同三司に進み、司宗中大夫となった。軍司馬に転じた。爵位は公に進んだ。
568年、北斉が斛斯文略と劉逖を北周に派遣して修好すると、陸逞が主使となり、尹公正が副使となって北斉への返使をつとめた。569年、京兆尹に任ぜられた。司会中大夫に転じ、河州刺史として出向した。
宇文護に才能を認められ、中外府司馬となり、軍務を委ねられた。再び司会中大夫となり、納言を兼ね、小司馬に転じた。572年、宇文護が殺害されると、陸逞は連座して免官された。しばらくして納言として再起した。病のため激務に耐えられないとして、宜州刺史に任ぜられた。宇文贇が皇太子に立てられると、陸逞は太子太保に任ぜられた。573年5月11日、死去した。享年は47。大将軍の位を追贈された。
子の陸操が後を嗣いだ。

## 伝記資料
- 『周書』巻三十二 列伝第二十四
- 『北史』巻六十九 列伝第五十七
- 周太子少保歩陸孤逞神道碑